# 45e sessie van de Commissie voor het Werelderfgoed

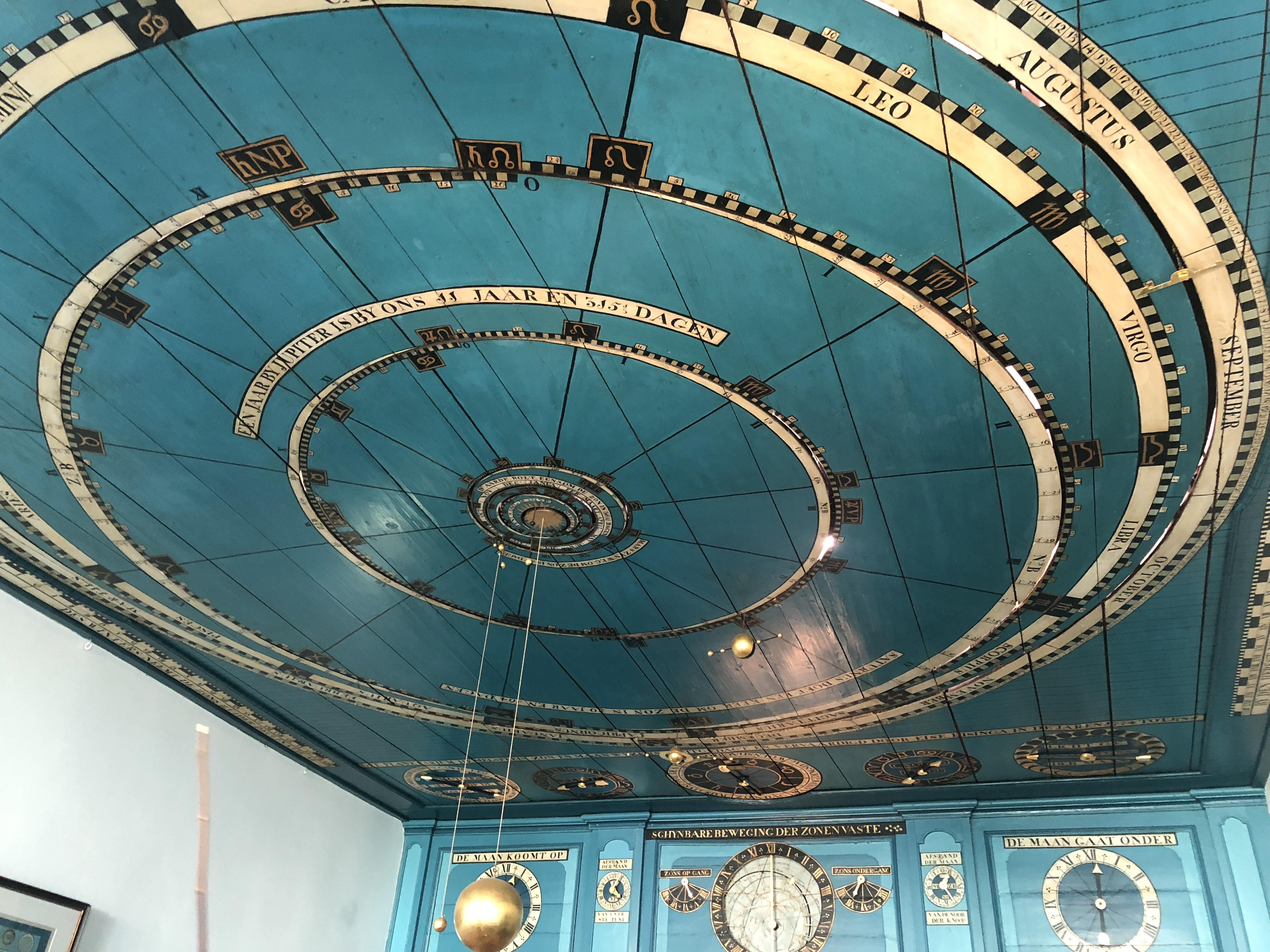
Het Planetarium van Eise Eisinga

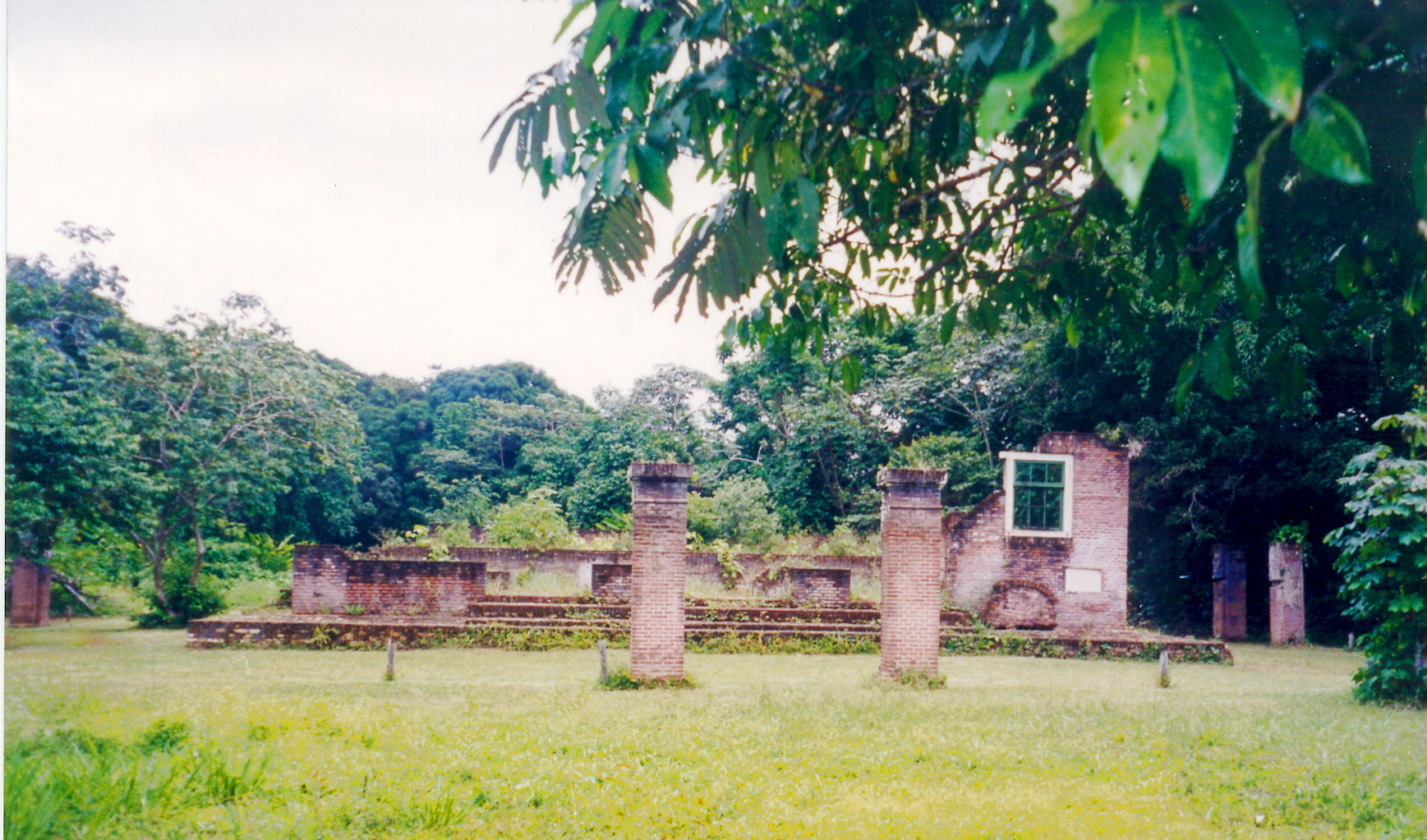
Het restant van de Jodensavanne

De 45e sessie van de Commissie voor het Werelderfgoed vond plaats van 10 september tot en met 25 september 2023 in Riyad, de hoofdstad van Saoedi-Arabië. 
Oorspronkelijk zou het plaatsvinden in Kazan, Rusland van 19 juni tot 30 juni 2022. Maar door de oorlog in Oekraïne is het uitgesteld en verplaatst naar Riyad, Saoedi-Arabië in 2023. 
De Commissie voor het Werelderfgoed van de UNESCO oordeelt jaarlijks (en in dit uitzonderlijk geval tweejaarlijks) over nieuwe nominaties van natuur- en cultureel erfgoed, door landen voorgedragen als werelderfgoed, en enkele aanpassingen of uitbreidingen van eerder erkende sites die door landen werden ingediend. Deze voorstellen werden voorafgaand aan de sessie door werkgroepen van de commissie geëvalueerd op de volledigheid van het dossier. Maar ook de situatie van het erfgoed dat voorkomt op de lijst van het bedreigd werelderfgoed, en de eventuele aanvullingen die hier noodzakelijk zijn, worden besproken.
Vóór de start van de sessie bestond de werelderfgoedlijst uit 1154 erfgoedlocaties: 218 natuurerfgoedlocaties, 897 culturele erfgoedlocaties en 39 gemengde locaties. In totaal werden deze sessie 42 nieuwe sites aan de lijst toegevoegd: 33 cultuurlocaties, 9 natuurlijk erfgoed. Op het einde van de 45e sessie stijgt het totaal tot 1.196 sites verdeeld over 168 landen: 930 culturele erfgoedsites, 227 natuurlocaties en 39 gemengde erkenningen.

## Nieuw in 2022 en 2023

### Cultuurerfgoed
- Nederland: Het planetarium van Eise Eisinga in Franeker
- China: Cultuurlandschappen van de oude theebossen van de Jingmai-berg in Pu'er
- Mongolië: Stenen hertenmonumenten en gerelateerde sites uit de Bronstijd
- Zuid-Korea: Gaya-tumuli
- Duitsland: Joods-middeleeuws erfgoed van Erfurt (Erfurt)
- Cambodja: Koh Ker, archeologische site van Oud-Lingapura of Chok Gargyar
- Letland: Oude stad van Kuldīga
- India: Santiniketan
- Tadzjikistan, Turkmenistan, Oezbekistan: de Zarafshan-Karakum Corridor van de Zijderoute
- Ethiopië: het cultuurlandschap van de Gedeo
- Iran: de Perzische karavanserai
- Canada: Tr’ondëk-Klondike
- Denemarken: Ringwalburchten uit de Vikingtijd (Aggersborg, Fyrkat, Nonnebakken, Trelleborg en Borgring
- Palestina: oud-Jericho
- Litouwen: Modernistisch Kaunas, architectuur van het optimisme (1919-1939)
- Turkije: Gordion
- Guatemala: Nationaal Archaeologisch Park Tak’alik Ab’aj
- Spanje: Prehistorische sites van talayotisch Menorca
- Tsjechië: Žatec en het Saaz-hoplandschap
- Azerbeidzjan: Cultureel landschap van het Khinalig-volk en de “Köç Yolu”-transhumanceroute
- Rusland: Astronomische observatoria van de Federale Universiteit van Kazan
- Tunesië: Djerba, getuigen van een nederzettingenpatroon op een eiland
- Argentinië: ESMA museum en herdenkingsplek, voormalig clandestien centrum voor gevangenschap, marteling en uitroeiing
- Verenigde Staten: ceremoniële aarden monumenten van de Hopewellcultuur
- Suriname: Archeologische site Jodensavanne
- India: Heilige ensembles van de Hosaya
- Thailand: Oude stad van Si Thep en bijbehorende Dvaravati-monumenten
- Indonesië: de kosmologische as van Yogyakarta en de historische monumenten
- Frankrijk: Maison Carrée in Nîmes
- Turkije: Houten moskeeën van middeleeuws Anatolië
- Griekenland: Cultureel landschap Zagori
- Frankrijk, België: Begraafplaatsen en herdenkingssites van de Eerste Wereldoorlog (Westelijk Front)
- Rwanda: Herdenkingssites van de Rwandese genocide: Nyamata, Murambi, Gisozi en Bisesero

### Natuurerfgoed
- Republiek Congo: Woudmassief van Odzala-Kokoua
- Frankrijk: Vulkanen en bossen van Mont Pelée en de pitons van noord-Martinique
- Ethiopië: Bale Mountains National Park
- Canada: Anticosti
- Italië: Karst en grotten in de noordelijke Apennijnen
- Rwanda: Nationaal park Nyungwe Forest
- Kazachstan, Turkmenistan, Oezbekistan: Droge winterwoestijnen van Toeran
- Tadzjikistan: Tugai-wouden van het Tigrovaya Balka-natuurreservaat
- Saudi-Arabië: ‘Uruq Bani Ma’arid

### Uitbreidingen
- Benin: Koutammakou, het land van de Batammariba als uitbreiding van Koutammakou (2014)
- Madagaskar: Droge wouden van Andrefana als uitbreiding van Tsingy de Bemaraha
- Vietnam: Ha Long Bay - Cat Ba Archipel als uitbreiding van Hạ Longbaai
- Azerbeidzjan: uitbreiding van werelderfgoed Hyrcaanse bossen (2019) met de valleien van Dangyaband en İstisuchay
- Portugal: uitbreiding van werelderfgoed Historisch centrum van Guimarães met het Couros-gebied

### Verwijderd van de Lijst van bedreigd werelderfgoed
- Oeganda: Tombes van Kasubi (sinds 2010 op de lijst)

### Toegevoegd aan de Lijst van bedreigd werelderfgoed[1]
- Oekraïne: Historisch centrum van Lviv
- Oekraïne: Sint-Sofiakathedraal in Kiev